# きらきら星変奏曲 (漫画)
『きらきら星変奏曲』（きらきらほしへんそうきょく）は、森下さとみによる日本の漫画作品。

## 概要
『なかよし』（講談社）において、1987年から1987年まで連載された。

## 書誌情報
森下さとみ 『きらきら星変奏曲』 講談社〈講談社コミックスなかよし〉、全1巻
- 1巻、1987年5月6日発行、ISBN 4-06-178577-X